# Baltiska klinten
Baltiska klinten (estniska: Balti klint, ryska: Балтийско-Ладожский уступ) är en totalt cirka 1 100–1 200 km lång kalkstensformation i norra Estland, västra Ryssland (Leningrad oblast) och Sverige (Gotland och Öland).
Den når som högst 55,6 meter över havet, vid Ontika i Toila kommun i landskapet Ida-Virumaa i nordöstra Estland.
Den estniska delen är sedan den 6 januari 2004 uppsatt på Estlands lista över förslag till världsarv, den så kallade "tentativa listan".